# Sergent-major du corps des Marines des États-Unis
Sergeant Major of the Marine Corps
Le sergent-major du Marine Corps (officiellement abrégé en SMMC,) est un grade unique et une distinction du Corps des Marines des États-Unis. 
Sergent-major est un grade commun au sein des unités du Corps, mais il n'y a qu'un seul sergent-major du Corps des Marines

## Histoire

Insigne de grade du SMMC de 1957 à 1970. Il est devenu l'insigne de grade pour un sergent-major par la suite.

Dans l'US Marine Corps, le sergent-major est le neuvième et le plus haut grade des engagés, juste au-dessus du premier sergent, et équivalent à celui du sergent-chef armurier (master gunnery sergeant), bien que les deux aient des responsabilités différentes. Un sergent-major sert généralement de conseiller principal enrôlé du commandant de l'unité et gère les questions de discipline et de moral parmi les Marines engagés. Le sergent-major du Corps des Marines est choisi par le commandant du Corps des Marines pour lui servir de conseiller. Il est le Marine le plus éminent et le plus haut gradé, sauf si un Marine engagé sert de conseiller principal des engagés auprès du chef des Etats-majors. Le SMMC détient un ordre de préséance de lieutenant général. 
Bien qu'il ne soit pas officiellement considéré comme un sergent-major du Marine Corps, lorsque Archibald Sommers a été nommé au grade de sergent-major le 1er janvier 1801, il s'agissait d'un poste unique, semblable au poste actuel sergent-major du Marine Corps. En 1833, un acte législatif a rendu le grade de sergent-major permanent pour le Corps des Marines et en 1899, cinq Marines avaient le grade de sergent-major. Cela a continué jusqu'en 1946, lorsque le grade a été aboli, pour être réintroduit en 1954 dans le cadre de la structure des grades du Marine Corps. 
Le poste de sergent-major du Corps des Marines a été créé en 1957 sur ordre du chef d'état-major adjoint chargé du personnel au quartier général des Marines, le général de brigade James P. Berkeley, en tant que conseiller principal du commandant du Corps des marines. C'était le premier poste de ce type dans l'une des cinq branches des Forces armées américaines. En 1970, l'insigne de grade du sergent-major du Corps des Marines a été autorisé. Il comporte trois bandes, l'aigle, le globe et l'ancre flanqués de deux étoiles à cinq points au centre et de quatre chevrons. Le grade de sergent-major simple étant quasi identique, avec une étoile à cinq branches au entre. Alors que «sergent-major du Corps des Marines» est le titre complet du grade, l'adresse verbale est généralement le sergent-major. 
Le sergent-major du Corps des Marines est choisi par le commandant du Corps des Marines et sert généralement pour un mandat de quatre ans, bien que son service soit à la discrétion du commandant. Depuis que le sergent-major Wilbur Bestwick a été nommé premier sergent-major du Corps des Marines en 1957, 17 marines différents ont occupé ce poste. 
Le 20 janvier 2015, le commandant du Corps des Marines, le général Joseph Dunford, a annoncé que le sergent-major Ronald L. Green relèverait le sergent-major Micheal Barrett et serait le 18e sergent-major du Corps des marines le 20 février 2015. 
En avril 2019, le sergent-major Troy E. Black a été annoncé comme le prochain sergent-major des Marine Corps. Black a succédé au sergent-major Green lors d'une cérémonie le 26 juillet 2019. 

## Sergent-majors du Marine Corps
| #  | Picture                                          | Nom                             | Prise de fonction  | Cessation de fonction | Durée              |
| -- | ------------------------------------------------ | ------------------------------- | ------------------ | --------------------- | ------------------ |
| 1  | black & white photograph of Wilbur Bestwick      | Bestwick Wilbur Bestwick        | 23 mai 1957        | 1er septembre 1959    | 2 ans et 101 jours |
| 2  | black & white photograph of Francis D. Rauber    | Rauber Francis D. Rauber        | 1er septembre 1959 | 29 juin 1962          | 2 ans et 301 jours |
| 3  | black & white photograph of Thomas J. McHugh     | McHugh Thomas J. McHugh         | 29 juin 1962       | 17 juillet 1965       | 3 ans et 18 jours  |
| 4  | black & white photograph of Herbert J. Sweet     | Sweet Herbert J. Sweet          | 17 juillet 1965    | 1er août 1969         | 4 ans et 15 jours  |
| 5  | black & white photograph of Joseph W. Dailey     | Dailey Joseph W. Dailey         | 1er août 1969      | 1er février 1973      | 3 ans et 184 jours |
| 6  | black & white photograph of Clinton A. Puckett   | Puckett Clinton A. Puckett      | 1er février 1973   | 1er juin 1975         | 2 ans et 120 jours |
| 7  | black & white photograph of Henry H. Black       | Black Henry H. Black            | 1er juin 1975      | 1er avril 1977        | 1 an et 304 jours  |
| 8  | black & white photograph of John R. Massaro      | Massaro John R. Massaro         | 1er avril 1977     | 16 août 1979          | 2 ans et 137 jours |
| 9  | black & white photograph of Leland D. Crawford   | Crawford Leland D. Crawford     | 16 août 1979       | 28 juin 1983          | 3 ans et 316 jours |
| 10 |                                                  | Cleary Robert E. Cleary         | 28 juin 1983       | 27 juin 1987          | 3 ans et 364 jours |
| 11 | black & white photograph of David W. Sommers     | Sommers David W. Sommers        | 27 juin 1987       | 28 juin 1991          | 4 ans et 1 jour    |
| 12 | black & white photograph of Harold G. Overstreet | Overstreet Harold G. Overstreet | 28 juin 1991       | 30 juin 1995          | 4 ans et 2 jours   |
| 13 | black & white photograph of Lewis G. Lee         | Lee Lewis G. Lee                | 30 juin 1995       | 29 juin 1999          | 3 ans et 364 jours |
| 14 | color photograph of Alford L. McMichael          | McMichael Alford L. McMichael   | 29 juin 1999       | 26 juin 2003          | 3 ans et 362 jours |
| 15 | color photograph of John L. Estrada              | Estrada John L. Estrada         | 26 juin 2003       | 25 avril 2007         | 3 ans et 303 jours |
| 16 | color photograph of Carlton W. Kent              | Kent Carlton W. Kent            | 25 avril 2007      | 9 juin 2011           | 4 ans et 45 jours  |
| 17 | color photograph of Micheal P. Barrett           | Barrett Micheal P. Barrett      | 9 juin 2011        | 20 février 2015       | 3 ans et 356 jours |
| 18 | color photograph of Ronald L. Green              | Green Ronald L. Green           | 20 février 2015    | 26 juillet 2019       | 4 ans et 156 jours |
| 19 | color photograph of Troy E. Black                | Black Troy E. Black             | 26 juillet 2019    | en poste              |                    |